# Iceland Stock Exchange
Nasdaq OMX Iceland (isländska: Kauphöll Íslands) eller ICEX är en börs i Reykjavík, Island, bildades 1985 i form av ett samriskföretag av flera banker och mäklarfirmor på initiativ av centralbanken.
Handeln startade 1986 med isländska statsobligationer och handel med aktier började år 1990. Aktiehandeln ökade snabbt därefter. Ett brett utbud av företag är för närvarande noterad på börs, inklusive företag inom detaljhandel, fiske, transport, banker, försäkringsbolag och många andra områden. På grund av den ringa storleken på den isländska ekonomin och de låga kostnaderna för börsnotering, många av bolagen som handlas på ICEX är relativt små och relativt illikvida.